# Sierra Leones distrikt

Sierra Leones 16 distrikt.

Sierra Leone är indelat i tre provinser: Northern Province, Southern Province och Eastern Province och en region kallad Western Area. Provinserna är i sin tur indelade i tolv distrikt och Western Area i två distrikt. 
| Distrikt                    |             | Area km2 | Provins           | Invånare (2004) | Invånare (2015) |
| --------------------------- | ----------- | -------- | ----------------- | --------------- | --------------- |
| Bombali                     | Makeni      | 7 985    | Northern Province | 408 390         | 606 544         |
| Koinadugu                   | Kabala      | 12 121   | Northern Province | 265 758         | 409 372         |
| Port Loko                   | Port Loko   | 5 719    | Northern Province | 455 746         | 615 376         |
| Tonkolili                   | Magburaka   | 7 003    | Northern Province | 347 197         | 531 435         |
| Kambia                      | Kambia      | 3 108    | Northern Province | 270 462         | 345 474         |
| Kenema                      | Kenema      | 6 053    | Eastern Province  | 497 948         | 609 891         |
| Kono                        | Koidu Town  | 5 641    | Eastern Province  | 335 401         | 506 100         |
| Kailahun                    | Kailahun    | 3 859    | Eastern Province  | 358 190         | 526 379         |
| Bo                          | Bo          | 5 473,6  | Southern Province | 463 668         | 575 478         |
| Bonthe                      | Mattru Jong | 3 468    | Southern Province | 129 947         | 200 781         |
| Pujehun                     | Gandorhun   | 4 105    | Southern Province | 228 392         | 346 461         |
| Moyamba                     | Moyamba     | 6 902    | Southern Province | 260 910         | 318 588         |
| Western Area Urban District | Freetown    | 3 568    | Western Area      | 772 873         | 1 055 964       |
| Western Area Rural District | Freetown    | 4 175    | Western Area      | 174 249         | 444 270         |